# 遂初堂書目
《遂初堂书目》又名《益斋书目》是宋朝私人藏书目录。南宋尤袤著，共一卷。
尤袤的书斋原名益斋，尤袤取晋代孙绰《遂初赋》的“遂初”二字的堂名，再由宋光宗亲笔题寫，便改书斋名为“遂初堂”。《遂初堂書目》分經為 9門，史為18門，子為12門，集為5門，有時一書兼載數本以資互考，但不作解題，且不載卷數和撰人。
尤袤晚年獨居乐溪居，閒暇之餘曾把藏書“匯而目之”編成《遂初堂書目》一卷，成為中國最早的版本目錄，該書把圖書分成44類，包括經、史、子、集、稗官小說，釋典道教、雜藝、譜錄等，共收录图书3172种，其中“譜錄類”為歷代目錄之首見。以史書最多，有987部，居宋朝史書三成之多，超過官修《崇文總目》。杨万里有为袤作《益斋书目序》：稱其“饥读之，以当肉；寒读之，以当裘；孤寂而读之，以当朋友；幽忧而读之，以当金石琴瑟也！”。《四库全书》評：“古书之不传于今者，得藉是以求其崖略；其传于今者，得藉是以辨真伪，核其异同，亦考证之所必资，不可废也。”惟這些資料亦因宅第失火而焚之一炬，僅留下《遂初堂書目》一部。今传本《遂初堂书目》有毛幵序。